# Tänndalen
Tänndalen (sydsamiska Teanndaelie) är en småort i Tännäs distrikt (Tännäs socken) i Härjedalens kommun. Orten är belägen nära norska gränsen på en höjd av cirka 720 meter över havet.

## Vintersportorten
Tänndalen är en vintersportort som i huvudsak möjliggör skidåkning, både i längdspår (Nordic Ski Center och 450 kilometer leder på kalfjället) och i Tänndalens alpina anläggning längs Rutfjällets nordsida, som ingår i destination Funäsfjällen. De tre dalstationsområdena Svansjön, Tännporten och Hamra byggdes samman 1984, vilket sedan dess utgör Härjedalens största sammanhängande alpina skidområde med 13 liftar och 53 nedfarter. Ett ännu separat litet system, beläget en kilometer österut, är Tänndalsvallen med en ankarlift och fem nedfarter.
År 1947 grundades "Pinnens skidskola" i Riksgränsen, som är Sveriges äldsta privatägda utförsåknings-skidskola, och flyttades till Tänndalen 1952 när Tänndalens första (vilken även blev Funäsfjällens första) skidlift stod klar. 2010 flyttades skidskolan till Funäsdalsberget.
2009 byggdes Tänndalens första expresslift i form av fyrstolsliften Tännporten Express (före detta Panorama i italienska Kastelruth från 1988), som är 1050 meter lång och ersatte en föregående ankarlift vilket resulterade i en fördubblad kapacitet. 2016 skedde en omfattande förnyelse av liftsystemet vid Hamra, där bland annat en sexstols expresslift med sätesvärme (och senare även försedd med huvar) kom att ersätta en fast fyrstolslift från 2001.

## Bilder

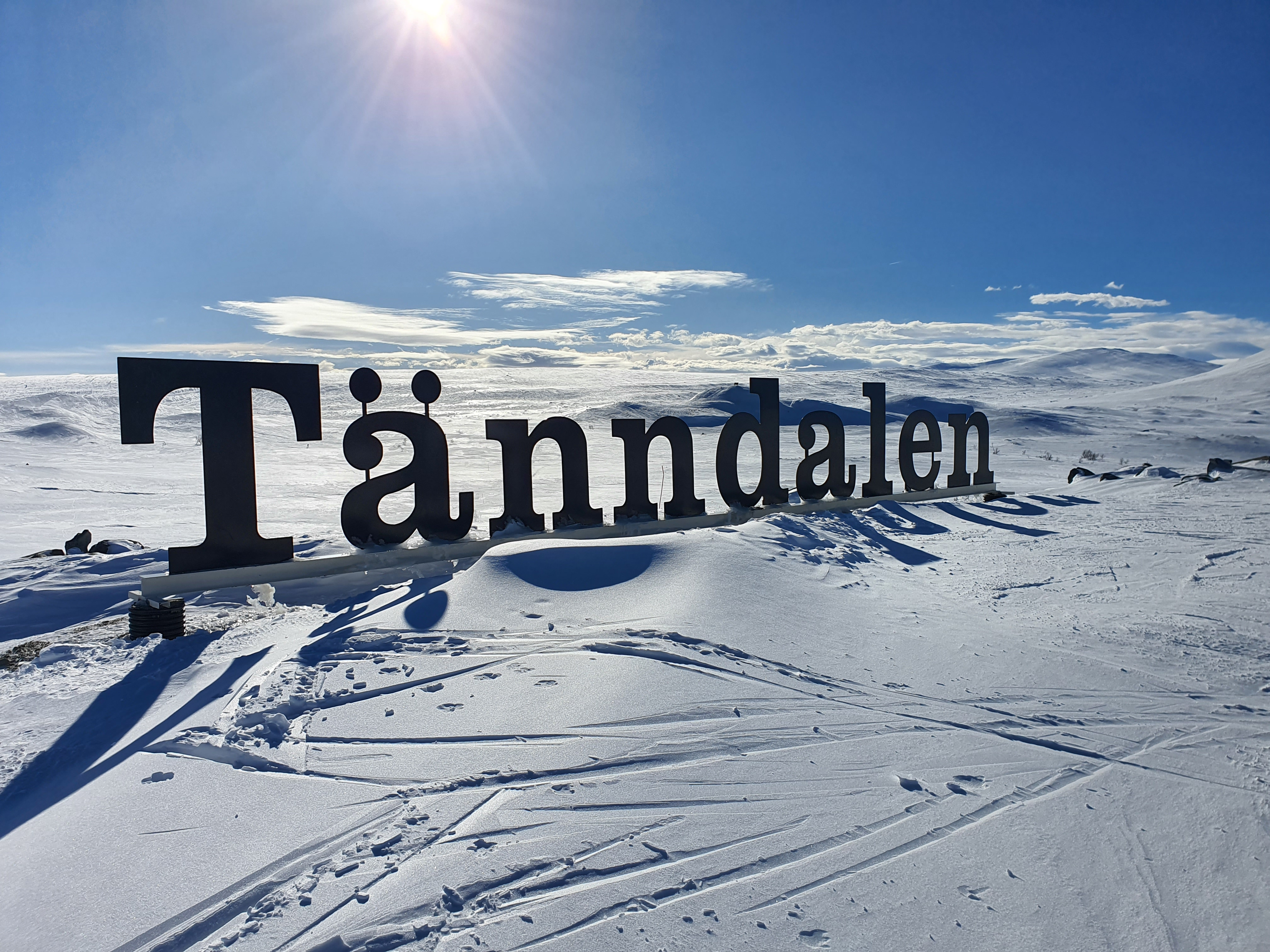
En bild från Tännporten.
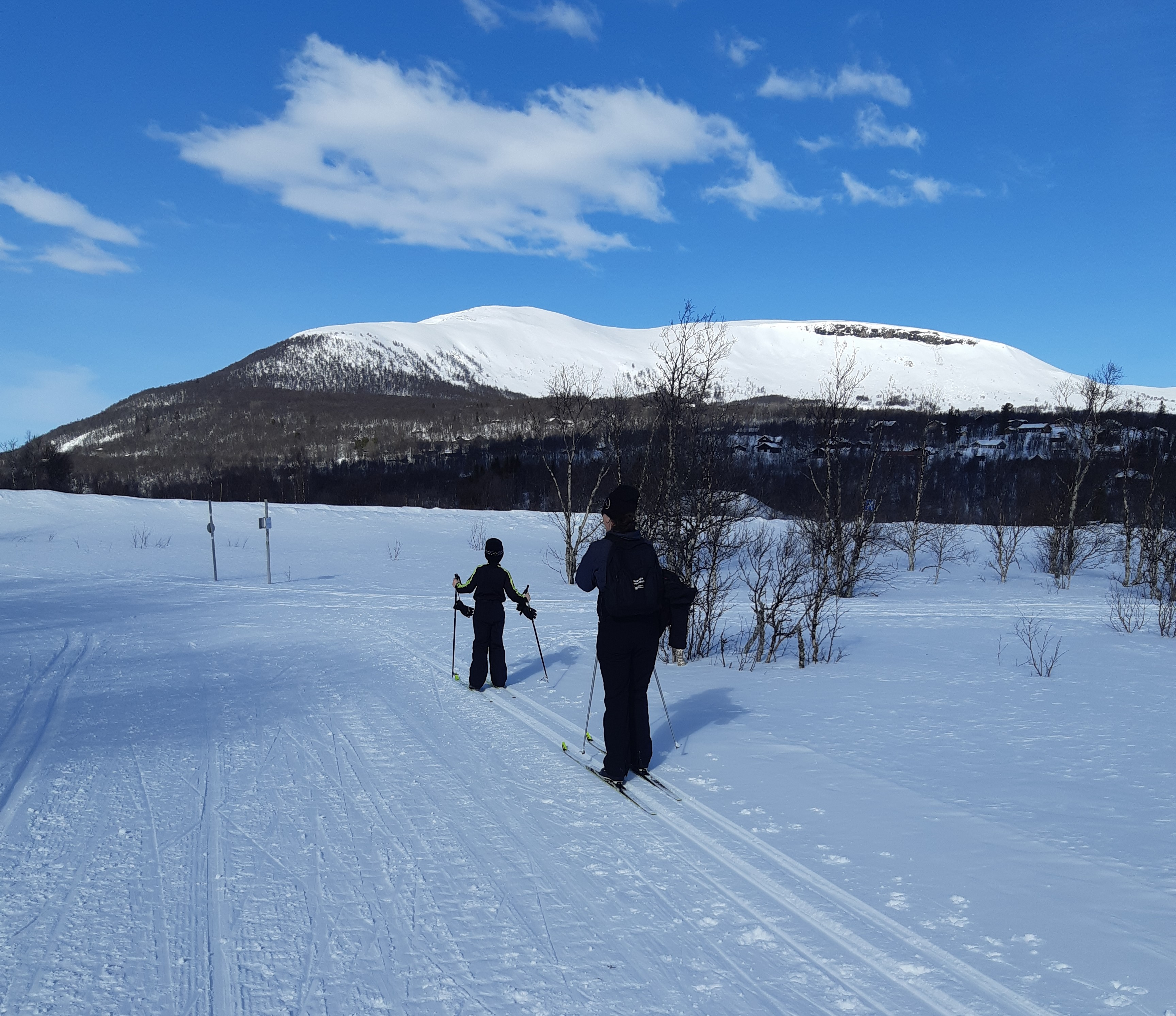
I bakgrunden Hamrafjället, Tänndalen, i förgrunden två skidåkare efter det så kallade "korta strömspåret".
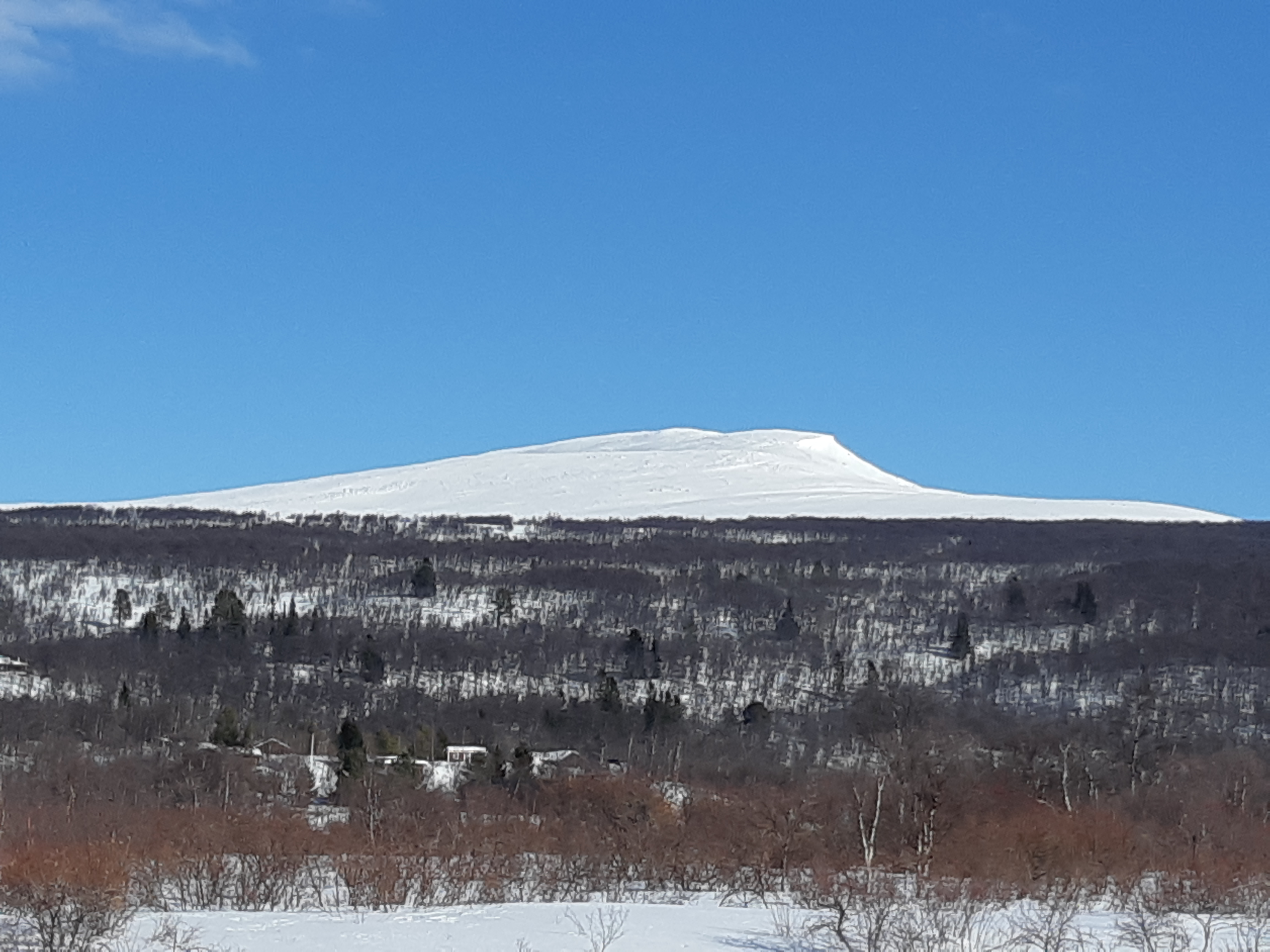
Bilden visar Lill-Skarven i profil sedd söderifrån. I förgrunden björkskogen i sydsluttningen ned mot Tänndalen. Några hus kan skönjas i skogsområdet.